# Crithopsis
Crithopsis is een geslacht uit de grassenfamilie (Poaceae). De soorten van dit geslacht komen voor in delen van Europa, Afrika en Azië.

## Soorten
Van het geslacht zijn de volgende soorten bekend: 
- Crithopsis brachytricha
- Crithopsis delileana
- Crithopsis delileanus
- Crithopsis rhachitricha